# Plug&Play (zespół muzyczny)
Plug&Play – polska alternatywna grupa muzyczna założona w 2005 roku w Lublinie, wykonuje muzykę niezależną w stylistyce indie rock i indie pop.

## Historia
Zespół Plug&Play założony został w 2005 roku w Lublinie przez Kubę Majsieja i Michała Branickiego. Muzyka zespołu od początku osadzona była w stylistyce indie rock i post-punk. Funkcjonował początkowo jako trio z Wojciechem Bernatowiczem na gitarze basowej, a po dojściu Macieja Bernatowicza jako kwartet z brzmieniem poszerzonym o instrumenty klawiszowe. Zauważony został przez Piotra Stelmacha po wydaniu pierwszego Demo w 2007 roku. W tym samym roku grupa zaproszona została do zagrania Offsesji w studiu im. Agnieszki Osieckiej w radiowej Trójce.
Zespół występował na takich festiwalach jak Open’er czy Jarocin, gdzie grupa zdobyła wyróżnienie w konkursie), koncerty z czołówką polskiej alternatywy, m.in. Cool Kids of Death, Kombajnem do Zbierania Kur po Wioskach, Dick4Dick, wielokrotnie z Out of Tune i Hatifnats oraz kilka wydawnictw własnej produkcji, które dotarły do zagranicznych słuchaczy, głównie dzięki dystrybucji muzyki na zasadach Creative Commons i portalowi Jamendo.
Po 6 latach regularnego funkcjonowania i licznych zmian w składzie (odejście Michała Branickiego - jednego z założycieli zespołu w 2009 zastąpionego przez Macieja Stachyrę i Wojciecha Bernatowicza w 2010 (powrót do składu w 2014) zastąpionego przez Michała Surdackiego, a następnie przez Agnieszkę Ozon, dołączenie do składu Luizy Orpik w 2011 roku) nagrał debiutancki album Why so close?, który ukazał się w dystrybucji elektronicznej, dostępnej jedynie jako stream z powodu bankructwa wytwórni Electrum Production. W 2012 roku grupę opuścił basista Maciej Bernatowicz, którego zastąpił początkowo Łukasz Zwiech, a następnie Wojciech Papierz.
W lipcu 2012 formacja zagrała swój pierwszy koncert zagraniczny w berlińskim klubie Roter Salon wraz z niemiecką grupą Museum. W listopadzie 2012 roku utwór Cities I'll never go to ukazał się na jubileuszowej składance brytyjskiego Guardiana Music Alliance Pact. Do dużych osiągnięć grupy należy występ w finale międzynarodowego konkursu Euromusic Contest dla zespołów niezależnych z całej Europy w Paryżu.

## Skład
- Kuba Majsiej – śpiew, gitara, syntezator (od 2005)
- Maciej Stachyra – perkusja (od 2009)
- Wojciech Bernatowicz – gitara basowa (2005-2007) gitara, instrumenty klawiszowe (2007-2010 i od 2014)
- Wojciech Papierz – gitara basowa (od 2012)
- Luiza Orpik – śpiew, gitara (2010-2021[potrzebny przypis])

- Michał Branicki – perkusja (2005-2009)
- Michał Surdacki – instrumenty klawiszowe, gitara (2010-2012)
- Maciej Bernatowicz – gitara basowa (2007-2012)
- Łukasz Zwiech – gitara basowa (2012)
- Agnieszka Ozon – (2011-2014)

## Dyskografia

### Albumy
- Why so close? (2012)

### Epki
- Demo (2007)
- Electric Night (2009)
- Whoreship (2009)
- Reisefieber (2013)

### Single
- Charming eyes (2010)
- Alice from the stars (2011)
- You are my radio (2012)
- Orphan ghost (2014)
- Dancing like Madonna (2015)
- For us it's just the start (2015)
- Someday (2018)
- Przebiśniegi (2021)[9]

### Kompilacje
- WAFP vol. 1 (She only fucks with the musicö 2007)
- WAFP vol. 4 (Pogo dancer; 2008)
- Offensywa 4 (Dying with Emily; 2011)
- Music Alliance Pact vol. 50 (Cities I'll never go to; 2012)
- Discovered by Good Time Radio (Sahara Beach; 2013)
- A short story of nearly everything (Cities I'll never go to; 2014)
- Nowa Lubelska Muzyka (Like analog tapes; 2014)
- Uruchomucho (Orphan ghost, Brand new day; 2014)